# Bálint Korpási
Bálint Korpási (Esztergom, 30 de marzo de 1987) es un deportista húngaro que compite en lucha grecorromana.
Ganó cuatro medallas en el Campeonato Mundial de Lucha entre los años 2016 y 2019, y tres medallas en el Campeonato Europeo de Lucha entre los años 2016 y 2018. En los Juegos Europeos de Bakú 2015 obtuvo la medalla de plata en la categoría de 71 kg.

## Palmarés internacional
| Campeonato Mundial | Campeonato Mundial     | Campeonato Mundial | Campeonato Mundial |
| Año                | Lugar                  | Medalla            | Categoría          |
| ------------------ | ---------------------- | ------------------ | ------------------ |
| 2016               | Budapest (Hungría)     | Medalla de oro     | 71 kg              |
| 2017               | París (Francia)        | Medalla de bronce  | 71 kg              |
| 2018               | Budapest (Hungría)     | Medalla de plata   | 72 kg              |
| 2019               | Nursultán (Kazajistán) | Medalla de bronce  | 72 kg              |
| Juegos Europeos    |                        |                    |                    |
| Año                | Lugar                  | Medalla            | Categoría          |
| 2015               | Bakú (Azerbaiyán)      | Medalla de plata   | 71 kg              |
| Campeonato Europeo |                        |                    |                    |
| Año                | Lugar                  | Medalla            | Categoría          |
| 2016               | Riga (Letonia)         | Medalla de bronce  | 71 kg              |
| 2017               | Novi Sad (Serbia)      | Medalla de oro     | 71 kg              |
| 2018               | Kaspisk (Rusia)        | Medalla de bronce  | 72 kg              |